# Ion del Río
Ion del Río Arteaga, né le 21 mai 1978 à Tolosa et mort le 12 novembre 2015 dans sa ville natale, est un coureur cycliste espagnol. Il évolue au niveau professionnel en 2004 et 2005, au sein des équipes Costa de Almería-Paternina et Andalucía-Paul Versan.

## Palmarès
- 1995
  -  Champion d'Espagne sur route juniors
- 1998
  - San Martín Saria
- 1999
  - 3ea étape du Tour de Grenade
  - 3e du Pentekostes Saria
- 2000
  - Leintz Bailarari Itzulia
- 2001
  - 3e du Gran Premio San Bartolomé
- 2003
  -  Champion d'Espagne sur route amateurs
  - Tarbes-Sauveterre
  - 4e étape du Tour d'Estrémadure
  - Santikutz Klasika
  - 2e du Mémorial José María Anza
  - 3e du Gran Premio Caja Cantabria
  - 3e de la Coupe d'Espagne de cyclisme
  - 3e du Xanisteban Saria

## Résultats sur les grands tours

### Tour d'Espagne
1 participation
- 2004 : abandon (11e étape)

## Classements mondiaux
| Année           | 2005 |
| --------------- | ---- |
| UCI Europe Tour | 362e |